# 大坪あきほ
大坪 あきほ（おおつぼ あきほ、1993年11月9日 - ）は、日本の女優、タレント。
神奈川県横浜市出身。目黒日本大学高等学校卒業。アミューズを経てハーキュリーズ（現・ハート・レイ）に所属。

## 人物
- 趣味・特技はヨガ、ソフトボール、フラワーアレンジメント[1]。

## 出演

### テレビドラマ
- 離婚弁護士　新春スペシャル（2005年1月、フジテレビ）
- 瑠璃の島　第4話（2005年5月、日本テレビ）
- 女王の教室 エピソード1～堕天使～（2006年3月、日本テレビ）
- 太宰治短編小説集3～駆け込み訴え～（2010年9月、NHK BS2）
- うぬぼれ刑事 第5話（2010年8月、TBS）
- 海賊戦隊ゴーカイジャー 第27話（2011年8月、テレビ朝日） - 女子高生 役
- 仮面ライダーフォーゼ 第19話・第20話（2012年1月、テレビ朝日） - 女子部員B 役
- 夜明けのララバイ（2012年3月、NHK総合テレビ）
- 花咲舞が黙ってない 第3話（2015年7月、日本テレビ）
- 松本清張特別企画「共犯者」（2015年9月、テレビ東京）
- 新春ドラマ特別企画　最高のオヤコ（2016年 1月、TBS）
- 東海テレビ×WOWOW共同制作ドラマ「犯罪症候群」4話・5話（2017年4月・5月、東海テレビ）
- 民衆の敵～世の中、おかしくないですか！？～第9話（2017年12月、フジテレビ）
- 痛快TVスカッとジャパン イマドキ悪女カリナ～お土産差別オンナ～（2018年8月、フジテレビ）
- こわでん『真夏の夜はゾクゾクしたい！日本各地に伝わる怖い伝説とその教え～舌を抜かれた十六番目の男～』（2019年8月、NHK BSプレミアム）
- 山村美紗トラベルミステリー「鉄道警察官 捜査ファイル」(2020年3月、TBS)
- ドクターY～外科医・加地秀樹～（2020年10月4日、テレビ朝日）
- 警視庁・捜査一課長 season5 最終話（2021年6月17日、テレビ朝日） - 矢野恵 役
- 痛快TVスカッとジャパン 日本企業 独自取材 ジェットスター（2021年11月、フジテレビ）
- 相棒 season21（2022年11月9日、テレビ朝日） - 森原真希 役
- 素晴らしき哉、先生! 第5話（2024年9月15日、朝日放送テレビ・テレビ朝日系） - 看護師 役[2]

### テレビ番組
- 「シューイチ」ウレスジコーナー（2013年~2014年、日本テレビ）
- News every.『every.特集』（2019年~、日本テレビ）

2021年からは不定期で特集コーナーのナレーターとしても出演している。

### CM
- 明治　ガルボキューブ（2011年）
- ロート製薬　50の恵ヘアケア商品 （2011年）
- LPCグループ （2012年）
- 日本コカ・コーラ 「スマイルを持って帰ろう　若者編」（2013年）
- ユニチャーム 「顔がみえマスク」WEB(2021年)

### 映画
- 親指さがし（2006年8月、ザナドゥー）
- クジラのいた夏（2011年1月、ユナイテッドエンタテイメント）
- 桐島、部活やめるってよ（2012年8月、ショウゲート）
- いま、殺りにいきます（2012年12月、キングレコード）
- あいあい傘（2018年10月、スターダストピクチャーズ）
- 日本で一番小さな県の一番小さな町で ～legato～（2020年2月、さぬき映画祭　ショートムービーコンペティション）
- 孤独な楽園（2024年9月、ベストブレーン） - 須佐あやめ 役[3]

### インターネット&モバイル
- オトナ高校・エピソード0（2017年10月8日配信、AbemaTV／ビデオパス）
- ワインサイト『CAVE』（2019年9月18日配信、サードパーティートラスト）
- WEB配信連続ドラマ『THE BAD LOSERS』（2021年、YouTube）第1話

### 舞台
- ピリオド(2012年4月、東京セレソンデラックス)（作･演出；宅間孝行）
- 神様はじめました THE MUSICAL♪(2015年3月、アルテメイト)（脚本・演出；秦建日子）
- タクフェス特別公演　WHAT A WONDERFUL LIFE!(2016年12月、たかとら)（作･演出；宅間孝行）
- エグ女チーム女狐(2018年4月、TBSラジオ【脚本・演出；金沢知樹】
- 演劇ユニット100点un・チョイス！『誰かが彼女を知っている』（2022年8月31日 - 9月4日、中野ザ・ポケット） - 新田千夏 役

### ミュージックビデオ
- GReeeeN「花唄」（2011年）
- GReeeeN「雪の音」（2012年）

### ライブイベント
- TOKYO IDOL FESTIVAL 2011 ECO&Smile(2011年8月)
- 清竜人 MUSIC SHOW(2012年7月)

### 雑誌
- 週刊プレイボーイ（準ミス週刊プレイボーイ）
- 週刊ヤングジャンプ
- ヤングガンガン